# Teodorico Pedrini

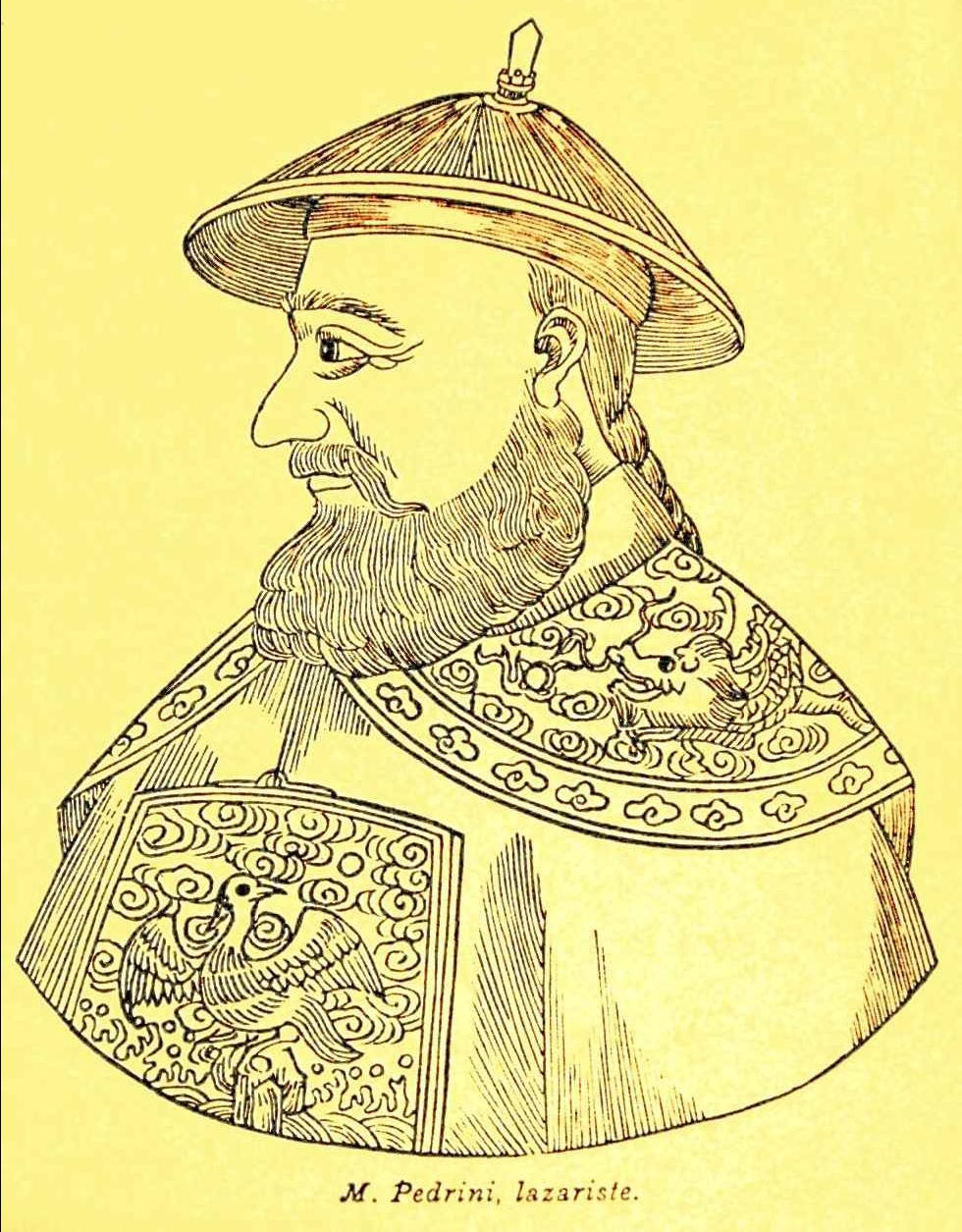
Porträt Pedrinis

Teodorico Pedrini, sein chinesischer Name war 德理格, pinyin Dé Lǐgé, WG Te Li-ko (* 30. Juni 1671 in Fermo; † 10. Dezember 1746 in Peking) war ein italienischer Missionar, Cembalist und Komponist.

## Leben
Teodorico Pedrini wurde 1698 in den Lazaristenorden aufgenommen und wegen seiner musikalischen Fähigkeiten 1703 durch den Papst an den Hof von Peking gesandt, da der chinesische Kaiser den Wunsch geäußert hatte, einige europäische Künstler für seine Umgebung in der Verbotenen Stadt zu haben.
So sollte Pedrini mit dem Legaten des Papstes und Inspektor der Jesuiten, Kardinal de Tournon, nach Peking reisen. Allerdings verpasste er auf den Kanaren das Schiff und erreichte Kap Hoorn mit großer Verspätung. Er verweilte einige Zeit in Chile, Peru und Mexiko; von dort aus konnte er erst 1707 ein Schiff, welches die Philippinen ansteuerte, besteigen.
Nach weiteren abenteuerlichen Umwegen erreichte Pedrini am 5. Februar 1711, acht Jahre nach seiner Abreise Peking, wo er noch am gleichen Tag vom Kaiser Kangxi empfangen wurde.
Pedrini lebte und wirkte bis zu seinem Tod in der Umgebung der Kaiser Kangxi, dann Yongzheng und Qianlong. Zu seinen Aufgaben gehörte, den Hof mit europäischer Musik zu versorgen und den Unterhalt der Cembali zu gewährleisten. Er entwarf und baute eine Orgel für die Jesuitenkirche Bei-Tang. Er vollendete auf Wunsch des Kaisers ein Musiklehrbuch seines Vorgängers, dem portugiesischen Jesuiten und Mathematiker Tomás Pereira (1645–1708), der ebenfalls in der verbotenen Stadt gewirkt hatte. Außerdem begleitete er den Kaiser auf seinen Reisen durch das Land und unterrichtete sieben kaiserliche Prinzen, darunter den späteren Kaiser Yongzheng.
Pedrini gilt als eine der wichtigen Persönlichkeiten im Aufbau kultureller Beziehungen zwischen dem Reich der Mitte und Europa im 18. Jahrhundert. Sein bis in unsere Zeit nachwirkender Ruf beruht auf seinen und Pereiras Traktaten zur westlichen Musiklehre.

## Werke (Auswahl)
Pedrini ist der einzige Komponist des 18. Jahrhunderts, von dem in China komponierte europäische Musik überliefert ist.
- Op. 3 „Dodici Sonate a Violino Solo col Basso del Nepridi“

## Diskografie
- Concert baroque à la Cité interdite (Barockkonzert in der verbotenen Stadt) mit dem “Ensemble XVIII-21 Le Baroque Nomade” unter der Leitung von Jean-Christophe Frisch, audivis astrée.
- Komplette Violin Sonaten mit Nancy Wilson (Violine) und Joyce Lindorff (Cembalo), paladino music.